# Tifatini-hegység
A Tifatini olaszországi hegység Caserta és Benevento megyében, a Volturno folyó és a Regi Lagni csatorna között fekszik. A hegységet elsősorban mészkőrétegek építik fel, melyek közé a Campi Flegrei és a Vezúv működése során keletkezett vulkáni rétegek ékelődnek be. A hegy lábainál fekszik Caserta városa.

## Külső hivatkozások
- A kőfejtés természetromboló hatása a Monti Tifatini vidékén